# Úrsula López (Sängerin)

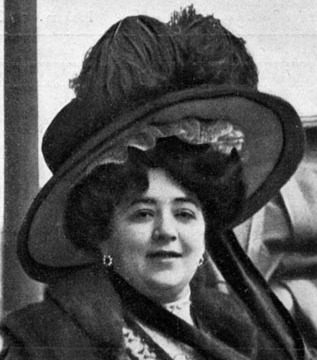
Úrsula López

Úrsula López, eigentlich Úrsula Falcón Quintero (* 1870 oder 1871 in Las Palmas de Gran Canaria; † 3. September 1966 in Madrid) war eine spanische Zarzuela- und Varieté-Sängerin und -Impresaria. Sie war auch unter den Spitznamen La Tiple del automóvil und La Tiple de los Brillantes bekannt.

## Biografie

### Kuba und Mexiko
Das Geburtsdatum ist nicht gesichert. Geburtsdaten nach 1880, die in einigen Quellen genannt werden, z. B. in der GND oder teilweise auch in der VIAF sind nicht plausibel, denn es gibt einen Eintrag im Kirchenbuch der Pfarrkirche Espíritu Santo in Havanna über ihre Hochzeit am 29. April 1896 mit Luis Bellido Hortelano. Dem Kirchenbuch zufolge waren beide Brautleute 25 Jahre alt. Nach Havanna war ihre Restfamilie ausgewandert, nachdem ihr Vater Antonio Falcón gestorben war. Nach dem Ende des kubanischen Unabhängigkeitskrieges zogen die Eheleute nach Mexiko um. Dort begann Úrsula López ihre Laufbahn zunächst als Flamenco-Sängerin. Im Juli 1903 wurde der Sohn Luis Bellido Falcón geboren, der als Erwachsener eine Bühnenkarriere als Schauspieler und Intendant einschlug. Ende des Jahres 1903, nach Aufführungen auf großer Bühne im Teatro Principal von Mexiko, zog die junge Familie nach Spanien um.
Das vierzehntäglich erscheinende Magazin El Arte de El Teatro widmete im November 1906 Úrsula López die Titelseite mit einem ganzseitigen Foto:

«Úrsula López, primera tiple cómica con gran exito en el Teatro Principal de México»

„Úrsula López, erste komödiantische Sopranistin mit großem Auftritt im Teatro Principal von Mexiko“

### Auftritte in Madrid

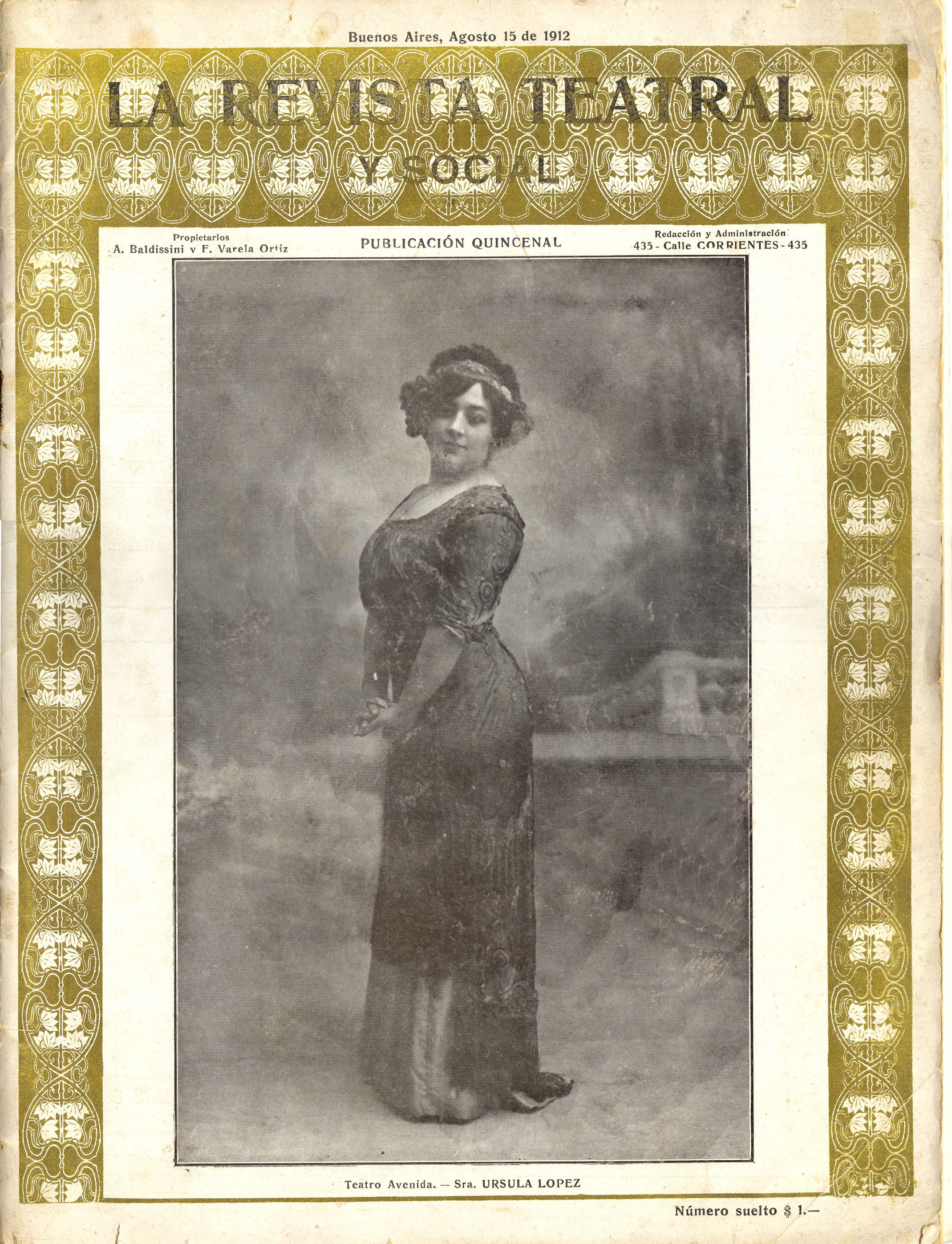
Úrsula López auf der Titelseite der Revista Teatral y Social, Buenos Aires, August 1912

Am 2. November 1908 debütierte sie im Teatro de la Zarzuela von Madrid mit der Humoreske San Juan de Luz und der Revue Enseñanza libre. Der Kritiker von La Época lobte ihren Auftritt mit den Worten:

«Mujer arrogante de marcado tipo criollo, recuerda a Virginia Fábregas, la actriz mexicana, por su figura. Cantó "San Juan de Luz" y lució costosos trajes y un caudal en joyas. En Enseñanza libre, se hizo también aplaudir y fueron muy elogiados sus mantones de Manila»

„Eine hochmütige Frau mit ausgeprägt kreolischem Charakter. Ihre Erscheinung erinnert an Virginia Fábregas, die mexikanische Schauspielerin. Sie sang San Juan de Luz, trug teure Kleider und eine Fülle von Schmuck. In Enseñanza libre erntete sie ebenfalls Beifall. Viel gelobt wurden ihre Mantones de Manila.“

Im selben Monat trat sie im Coliseo in der Calle de Jovellanos mit dem Stück La Manzana de Oro auf. Für ihre Couplet-Vorträge erntete sie ebenfalls großes Lob bei der Kritik. Im Dezember trat sie mit der Revue A.B.C. im Teatro de la Zarzuela auf und ersetzte damit ihre Kollegin Emérita Álvarez Esparza.
In der spanischen Presse erschien eine Flut von Artikeln über Úrsula López, ihr künstlerischen Qualitäten, aber auch über ihr luxuriöses Automobil, ihren Schmuck, ihre Mantones de Manila und ihr Millionenvermögen. Im Dezember 1908 reiste sie nach Mexiko zurück, um dort ihre Besitztümer aufzulösen.

### Compañía de Zarzuelas de Úrsula López

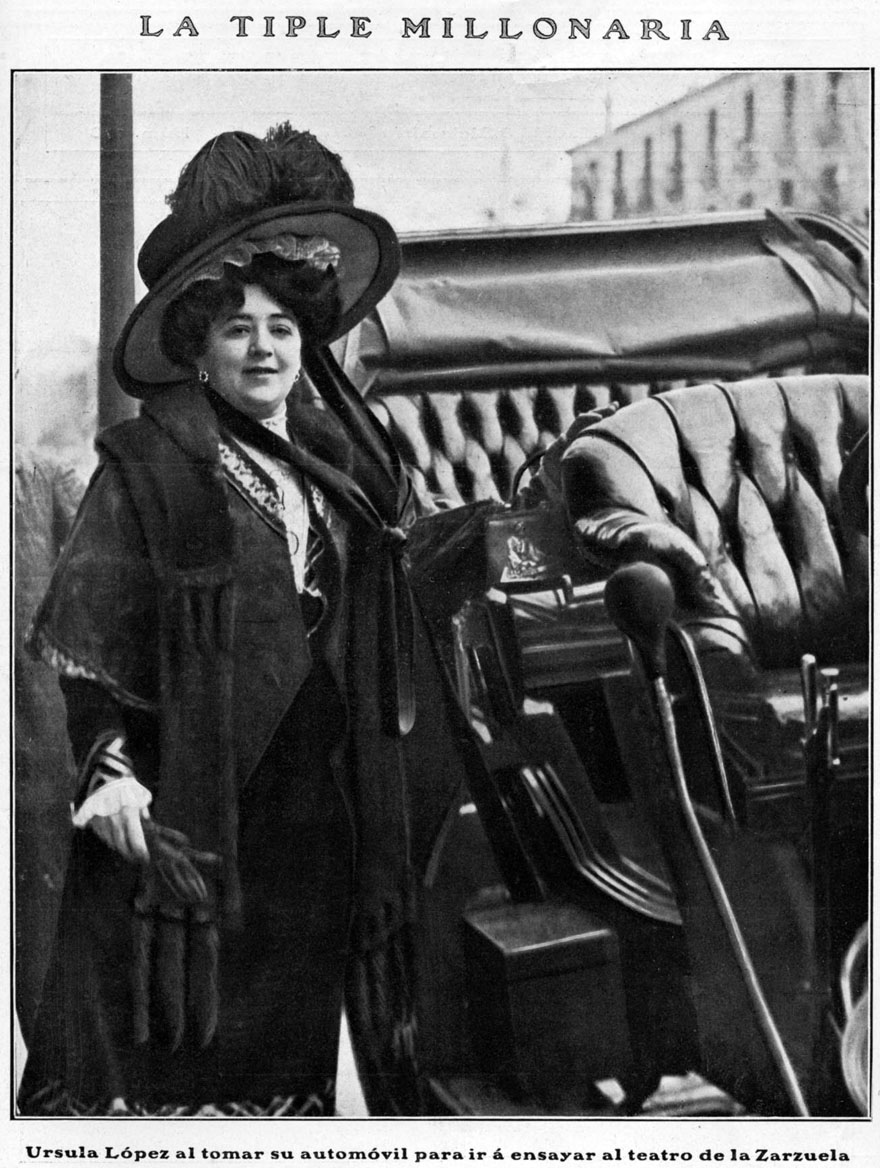
Úrsula López mit ihrem Auto in Madrid

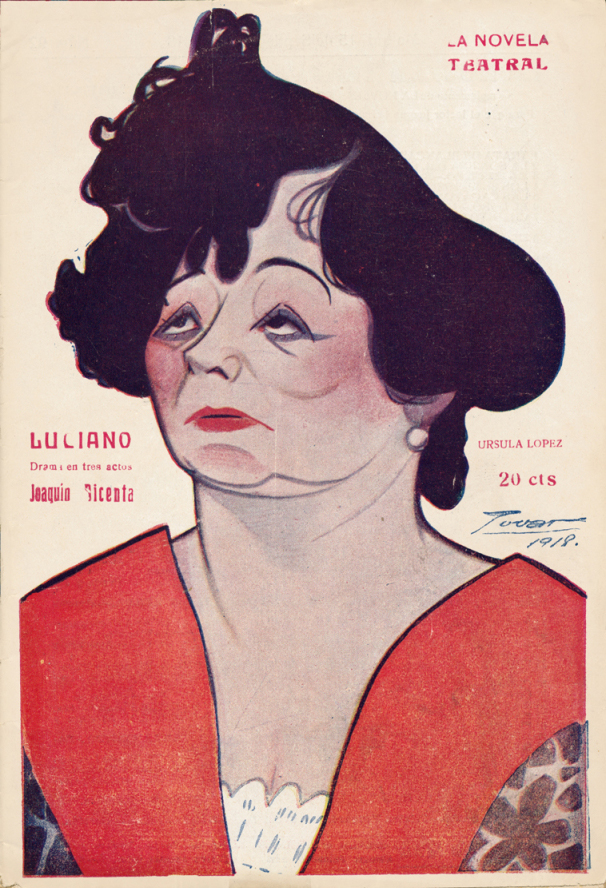
Karikatur von Tovar, 1918

Nach ihrer Rückkehr aus Mexiko gründeten ihr Ehemann Luis Bellido und Serafín Pozueta ein Unternehmen, um das Teatro Lírico von Madrid zu erwerben. Am 1. März 1910 hatte dort die Compañía de Zarzuelas de Úrsula López ihren ersten Auftritt. Die Vorstellungen Cinematógrafo nacional, Los mosqueteros, La taza de té und La manzana de oro erzielten durchschlagenden Erfolg bei Publikum und Kritik. Ende 1911 reiste sie mit ihrem Ensemble nach Argentinien, nachdem der Impresario José López Silva sie für Auftritte dort unter Vertrag genommen hatte. Auch ihre Auftritte im Teatro Avenida in Buenos Aires waren sehr erfolgreich. Dementsprechend folgten Auftritte in Montevideo. Neben Úrsula López sang die damals bekannte Sopranistin Amparo Taberner unter der Regie von Casimiro Ortas. Das Magazin La revista teatral y social publizierte im Juli und August 1912 zwei ausführliche Artikel über Úrsula López.
1913 kehrte sie nach Spanien zurück. Luis Gabaldón interviewte sie für das Magazin Blanco y Negro, und das Magazin Nuevo Mundo publizierte ein Foto von ihr. Sie begann eine Tournee durch Spanien. Diese führte sie unter anderen ins Teatro Vital Aza in Málaga mit dem Stück La generala. Im Dezember 2013 erschien sie mit La boda de la farruca auf der Bühne des Teatro Cervantes in Sevilla. Es folgte das Teatro Cómico in Barcelona und eine triumphale Reise durch die spanischen Provinzen.
Im März 2014 reiste Úrsula López, begleitet von ihrem Mann und dem Ensemble, erneut nach Argentinien. Diesmal jedoch wurde die Konzertreise zu einem kommerziellen Misserfolg, so dass sie nach kurzer Zeit nach Spanien zurückkehrten.

### Varietés und Rückzug von der Bühne
Im September 2015 debütierte sie mit einem Varietéprogramm im Gran Teatro von Madrid. In den folgenden Jahren bis 1918 agierte erfolgreich sie als Divette auf angesehenen Bühnen in Spanien und im Ausland. Dann zog sie sich von der Bühne zurück und lebte seitdem von ihrem großen Vermögen, das sie aufgrund ihres luxuriösen Lebensstils schließlich aufbrauchte. Gemeinsam mit ihrem Mann bezog sie ein Haus im madrilenischen Stadtbezirk Ciudad Lineal, die Villa Úrsula. Nachdem dieser 1941 verstorben war, bezog sie in eine große Wohnung in der Calle de Santa Engracia, in der sie mithilfe ihrer Schwester Reyes Falcón Quintero eine Pension namens Pensión Falcón einrichtete.
Nach ihrem Tod am 3. September 1966 schrieb der Schriftsteller Álvaro Retana unter dem Pseudonym Carlos Fortuny einen Nachruf in der Tageszeitung ABC mit dem Titel Las diosas olvidadas – Die vergessenen Göttinen.

### Inszenierungen derCompañía de Zarzuelas de Úrsula Lópezim Gran Teatro
| Datum      | Titel                     | Libretto                                                 | Komposition                        | Besetzung u. a.                                                         | Quelle |
| ---------- | ------------------------- | -------------------------------------------------------- | ---------------------------------- | ----------------------------------------------------------------------- | ------ |
| 1910-04-09 | La corza blanca           | José Jackson Veyán Antonio L. Rosso                      | Arturo Saco del Valle Crespo       | Salvador Videgaín García Señorita Campos                                | [ 14 ] |
| 1910-04-16 | Ideal japonés             | Eduardo Haro J. Martín López                             | Teodoro San José                   | Úrsula López Trinidad Rosales Salvador Videgaín                         |        |
| 1910-04-29 | El país de las hadas      | Guillermo Perrín Miguel de Palacios                      | Rafael Calleja Gómez               | Úrsula López Salvador Videgaín García Manolita Rosales Trinidad Rosales | [ 15 ] |
| 1910-05-20 | La costa azul             | Miguel Mihura Álvarez Ricardo González                   | López Montenegro                   | Úrsula López Salvador Videgaín Señor Sirvent                            | [ 16 ] |
| 1910-06-25 | El poeta de la vida       | Antonio Martínez Viérgol                                 | Rafael Calleja Gómez               | Úrsula López                                                            | [ 17 ] |
| 1910-11-18 | Las romanas caprichosas   | José López Silva Ramón Asensio Más                       | Manuel Penella                     | Úrsula López Señor Latorre.                                             | [ 18 ] |
| 1910-07-12 | La reina de las tintas    | Miguel Mihura Álvarez Ricardo González                   | Manuel Penella                     | Úrsula López                                                            |        |
| 1910-12-17 | La neurastenia de Satanás |                                                          | Arturo Saco del Valle              | Úrsula López Trinidad Rosales Manolita Rosales                          |        |
| 1911-04-08 | Las dos reinas            | Sinesio Delgado                                          | Rafael Calleja Gómez Tomás Barrera | Úrsula López Carmen de Andrés Casimiro Ortas                            | [ 19 ] |
| 1911-04-21 | La tierra del sol         | Guillermo Perrín Miguel de Palacios                      | Rafael Calleja Gómez               | Úrsula López Paquita Correa                                             | [ 20 ] |
| 1911-05-24 | La niña de los besos      |                                                          | Manuel Penella                     | Úrsula López.                                                           | [ 21 ] |
| 1911-04-07 | El carro del sol          | Maximiliano Thous                                        | José Serrano                       | Úrsula López Casimiro Ortas, Caridad Álvarez                            | [ 22 ] |
| 1911-07-29 | El viaje de la vida       | Manuel Moncayo                                           | Manuel Penella                     | Úrsula López Señor Rosell                                               | [ 23 ] |
| 1911-08-08 | El género alegre          | Carlos ArnichesRamón Asensio Mas Enrique García Álvarez. | Manuel Penella                     | Úrsula López Caridad Álvarez Señor Latorre.                             |        |
| 1911-11-22 | El paraguas del abuelo    | Guillermo Perrín Miguel de Palacios                      | Rafael Calleja Gómez Pablo Luna    | Úrsula López                                                            | [ 24 ] |

## Tonaufnahmen (Auswahl)

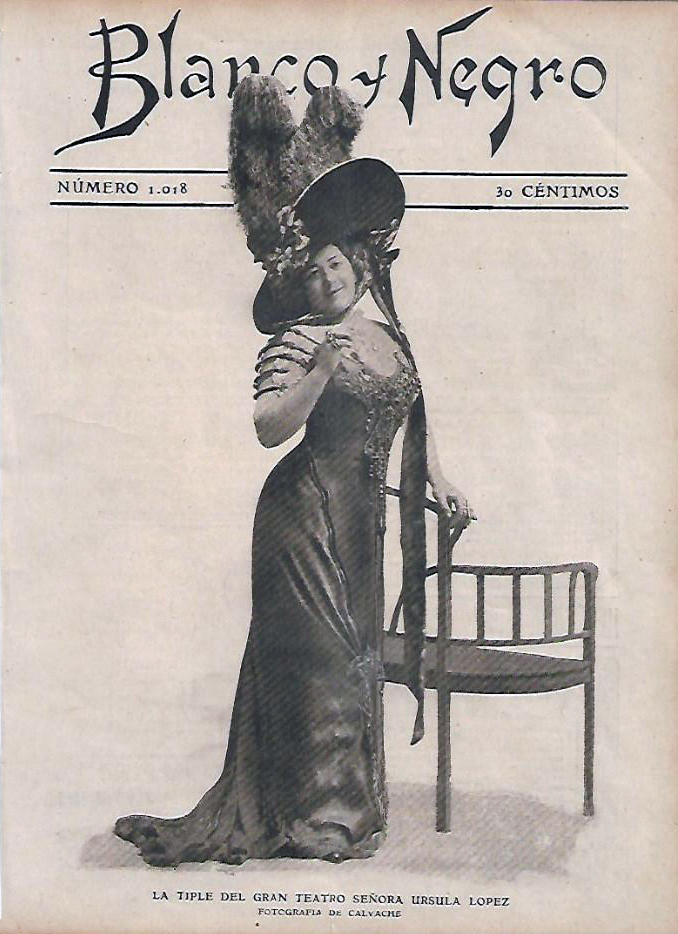
Titelseite des Magazins Blanco y Negro, November 1910

Von Úrsula López’ zahlreichen Tonaufnahmen sind nur wenige erhalten geblieben, darunter:
- Su Majestad el Schotiss, Doppelalbum, 2 Schellackplatten Discopathe, núm. 2401, 85474
- La reina de las tintas, Schellackplatte, 80/min. Disque pour gramophone, Num. 264075
- Teatro y Varietés, Vol. 3., Cómicos y género chico
Nr. 18 La reina de las tintas, Picazón
Nr. 19 Eljipi, El país de las hadas
- El país de las hadas, Garrotín gitano, online archivierte Aufnahme[25]
- El país de las hadas, El aguacate, online archivierte Aufnahme[26]
- La reina de las tintas, online archivierte Aufnahme[27]

## Bibliografie
- Luis Bellido de León: Úrsula López, la diva de los brillantes. Ediciones Amberley, Madrid 2009, ISBN 978-84-92734-11-5.
- Salvador Valverde: El mundo de la zarzuela: cuatro siglos de género lírico español. Ruiz Flores, Madrid 1979, ISBN 84-85642-02-3.
- Emilio García Carretero: Historia del Teatro de la Zarzuela de Madrid. Fundación de la Zarzuela Española, Madrid 2003, ISBN 84-609-1232-9.